# Perithemis icteroptera
Perithemis icteroptera är en trollsländeart som först beskrevs av Selys 1857.  Perithemis icteroptera ingår i släktet Perithemis och familjen segeltrollsländor. IUCN kategoriserar arten globalt som livskraftig. Inga underarter finns listade i Catalogue of Life.